# Spring Hill (Kansas)
Spring Hill é uma cidade localizada no estado americano de Kansas, no Condado de Johnson e Condado de Miami.

## Demografia
Segundo o censo americano de 2000, a sua população era de 2727 habitantes.
Em 2006, foi estimada uma população de 4822, um aumento de 2095 (76.8%).

## Geografia
De acordo com o United States Census Bureau tem uma área de
9,0 km², dos quais 8,9 km² cobertos por terra e 0,1 km² cobertos por água. Spring Hill localiza-se a aproximadamente 324 m acima do nível do mar.

## Localidades na vizinhança
O diagrama seguinte representa as localidades num raio de 20 km ao redor de Spring Hill.